# 夸梅尔
夸梅尔（法語：Coimères，法語發音：[kwamɛʁ]）是法国吉伦特省的一个市镇，属于朗贡区。

## 地理
夸梅尔（44°29'46"N, 0°12'35"W）面积12.91 平方千米，位于法国新阿基坦大区吉倫特省，该省份为法国西南部沿海省份，是法國本土面积最大的省，北起滨海夏朗德省，西临大西洋，南至朗德省，东南接洛特-加龍省，东临多爾多涅省。
与夸梅尔接壤的市镇（或旧市镇、城区）包括：圣皮埃尔德蒙、布鲁凯朗、欧罗斯、卡扎茨、朗贡、马泽尔。

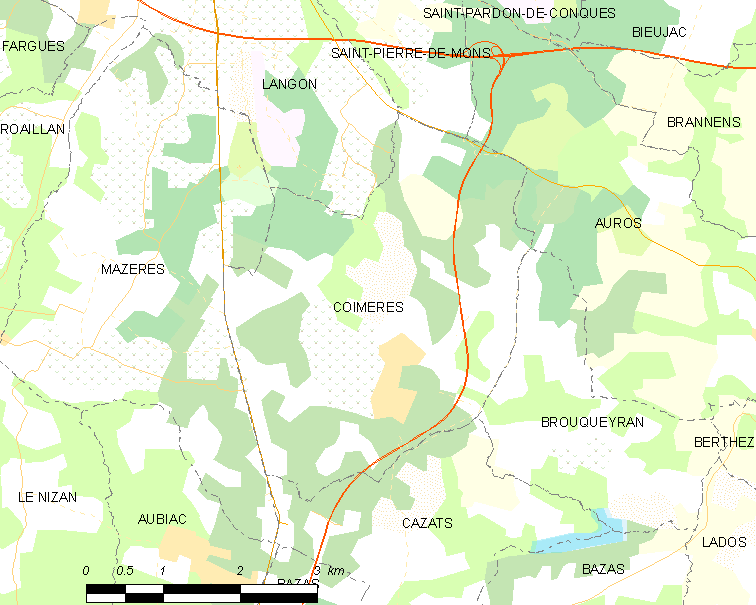
夸梅尔的OSM定位图

夸梅尔的时区为UTC+01:00、UTC+02:00（夏令时）。

## 行政
夸梅尔的邮政编码为33210，INSEE市镇编码为33130。

## 政治
夸梅尔所属的省级选区为勒雷奥莱-莱巴斯蒂德县。

## 人口

1962-2008年间夸梅尔人口变化图示

夸梅尔于2022年1月1日时的人口数量为1077人。